# Воробйов Андрій Володимирович
Андрій Володимирович Воробйов (рос. Андрей Владимирович Воробьев), (* 20 лютого 1960 — 30 травня 2016) — російський історик, політолог, дипломат. Радник-посланник. Тимчасовий повірений Росії в Україні (02.2014-06.2014). Кандидат історичних наук.

## Біографія
Народився 20 лютого 1960 року в місті Ступіно Московської області. У 1982 році закінчив Московський державний інститут міжнародних відносин СРСР.
З 1982 року працював на різних посадах в Центральному апараті Міністерства і в генконсульствах СРСР/Росії в Гданські і Щецині, Польща.
У 1998—2001 рр. — радник Управління кадрів Адміністрації Президента РФ.
У 2001—2004 рр. — радник Посольства Росії в Болгарії.
У 2004—2010 рр. — радник, начальник відділу, заступник Директора департаменту інформації і друку Міністерства іноземних справ РФ.
З 23 липня 2010 — 30 травня 2016 — радник посланник Посольства Росії в Україні.
З лютого 2014 по липень 2014 — Тимчасовий повірений Російської Федерації в Україні.
27 лютого 2014 Тимчасового повіреного Росії в Україні Андрія Воробйова викликали до МЗС України, де йому була вручена нота «відповідно до статті 7 Договору про дружбу, співробітництво і партнерство між Україною і Російською Федерацією від 31 травня 1997 року, а також нота з проханням утриматися від пересування поза дислокації військових підрозділів ЧФ РФ, тимчасово розташованих на території України». МЗС України зазначає, що «Російська Федерація, як країна — гарант згідно Будапештського меморандуму від 5 грудня 1994 р., взяла на себе зобов'язання поважати незалежність, суверенітет та існуючі кордони України».

## Дипломатичний ранг
Надзвичайний і Повноважний Посланник 2 класу (08.12.2009)

## Нагороди та відзнаки
- Орден УПЦ Св. Апостола Андрія Першозванного І ступеню (2013)[8].
- Медаль ордена «За заслуги перед Вітчизною» II ступеню (РФ)[9].